# Prayers for the Damned
Prayers for the Damned es el cuarto álbum de estudio de la banda de rock estadounidense Sixx:A.M.. Su continuación, el álbum Prayers for the Blessed, fue publicado siete meses después.

## Lista de canciones
Todas las canciones escritas y compuestas por DJ Ashba, James Michael and Nikki Sixx. 
| N.º | Título                                         | Duración |  |
| 1.  | «Rise»                                         | 3:54     |  |
| 2.  | «You Have Come to the Right Place»             | 4:29     |  |
| 3.  | «I'm Sick»                                     | 4:13     |  |
| 4.  | «Prayers for the Damned»                       | 4:40     |  |
| 5.  | «Better Man»                                   | 4:58     |  |
| 6.  | «Can't Stop»                                   | 3:34     |  |
| 7.  | «When We Were Gods»                            | 5:24     |  |
| 8.  | «Belly of the Beast»                           | 3:49     |  |
| 9.  | «Everything Went to Hell»                      | 4:40     |  |
| 10. | «The Last Time (My Heart Will Hit the Ground)» | 3:45     |  |
| 11. | «Rise of the Melancholy Empire»                | 6:04     |  |

## Listas de éxitos
| Lista (2016)                       | Posición |
| ---------------------------------- | -------- |
| Australia (ARIA)                   | 9        |
| Austria (Ö3 Austria)               | 70       |
| Bélgica (Ultratop flamenca)        | 60       |
| Bélgica (Ultratop valona)          | 98       |
| Canadá (Billboard Canadian Albums) | 12       |
| Alemania (Media Control Charts)    | 55       |
| Suecia (Sverigetopplistan)         | 4        |
| Suiza (Schweizer Hitparade)        | 26       |
| Reino Unido (UK Albums Chart)      | 30       |
| Estados Unidos (Billboard 200)     | 19       |

## Créditos
- Nikki Sixx – bajo, coros
- DJ Ashba – guitarra, coros
- James Michael – voz, guitarra
- Dustin Steinke – batería